# 吳嵩 (康熙進士)
吳嵩（1632年7月8日—？年），號仲甫，四川成都府內江縣人，習《春秋》，順治十四年丁酉科四川鄉試中式舉人，康熙三年甲辰科會試中式進士。